# بوسه (فیلم ۲۰۰۴)
«بوسه» (هلندی: De kus) یک فیلم فلمیش به کارگردانی Hilde Van Mieghem است.